# Eduardo Yáñez
Pour les articles homonymes, voir Yáñez.
Eduardo Yáñez (prononcé en espagnol : [eˈðwarðo ˈʝaɲes]), né Eduardo Yáñez Luévano le 25 septembre 1960 à Chihuahua, est un acteur mexicain de télévision et de cinéma.

## Biographie

### Naissance et enfance
Eduardo Yáñez naît à Mexico au Mexique. Il vit avec sa mère et n'a jamais rencontré son père.

### Carrière
Enfant, son rêve est de devenir footballeur professionnel, mais un jour, il assiste à une répétition de Vocacional No.1, ce qu'il aime. Il demande une opportunité et ils lui en donne une. Au début, il voit cela comme une possibilité de gagner plus d'argent, mais peu à peu, il aime de plus en plus et décide d'aller à Televisa pour une plus grande opportunité. Le producteur Ernesto Alonso voit son potentiel et lui donne son premier rôle dans le feuilleton Quiereme Mucho. Yáñez  joue le rôle de Carlos aux côtés de l'actrice Victoria Ruffo. Son style naturel et son apparence physique forte gagne le cœur du public.
Yáñez épouse sa première femme, Norma Adriana Garcia, en 1987. Ils ont un fils nommé Eduardo Yáñez Jr. et divorcent trois ans plus tard.
En 1991, Yáñez s'installe aux États-Unis où il travaille sur deux feuilletons pour Capital Vision, Marielena et Guadalupe.
Plus tard, il travaille à Hollywood, sur des films tels que Striptease, Sexcrimes, et Megiddo: The Omega Code 2 (en). Son film américain le plus récent est The Punisher. Il travaille également dans des séries télévisées telles que Savannah et Spécial OPS Force. Il travaille récemment dans Sleeper Cell et Cold Case : Affaires classées.
En 1996, Yáñez épouse Francesca Cruz, une Cubano-américaine qu'il a rencontrée à Miami. Ils vivent à Los Angeles et Miami. En janvier 2003, ils demandent le divorce.
En 2005, après une longue absence, Yáñez retourne au Mexique et joue dans La Verdad Oculta.
En 2007, il joue dans Destilando Amor, "La Mejor Telenovela del Año", (Premios TVyNovelas 2008). Il joue Rodrigo Montalvo Santos et Angélica Rivera joue son amour et ses portraits Teresa Hernández aussi connu comme "La Gaviota" et Mariana Franco.[incompréhensible]
En 2008, il joue dans Fuego En La Sangre, une nouvelle version de la telenovela Pasión de Gavilanes colombienne, dans laquelle il incarne le frère aîné de Juan Reyes Franco (Pablo Montero) et Oscar (Jorge Salinas).
En 2009, il joue dans le soap opera Corazon Salvaje avec Aracely Arambula produit par Salvador Mejia pour Televisa.
En 2011, il apparait dans le rôle d'un politicien vénézuélien dans un épisode de la deuxième saison du NCIS : Los Angeles.
En 2012, Yáñez revient à Televisa pour jouer dans la telenovela Amores verdaderos, où il joue le rôle de José Angel Arriaga.
En 2015, Yáñez revient à Televisa pour jouer dans la telenovela Amores con Trampa, où il jouera le rôle de Facundo Carmona. Cette nouvelle est diffusée au Mexique le 2 mars de cette année.
Il a joué dans 8 pièces de théâtre, 13 feuilletons, 33 films (dont 8 en anglais) et travaille toujours sur des projets à Hollywood.
Le 11 octobre 2017, à Hollywood Red Carpet, Yáñez perd son sang-froid lors d'une interview sur le tapis rouge et agresse le journaliste Paco Fuentes, reporter pour El Gordo y la Flaca (en). Yáñez est embarrassé par les questions personnelles du journaliste sur sa relation avec son fils Eduardo Jr. avec qui il a des relations difficiles.

## Filmographie

### Télévision
| 1981      | Quiéreme siempre              | Carlos                                                                          |                               |              |      |                 |                      |                            |
| 1982      | El amor nunca muere           | Alfonso                                                                         |                               |              |      |                 |                      |                            |
| 1983      | El maleficio                  | Diego                                                                           |                               |              |      |                 |                      |                            |
| 1984      | Tú eres mi destino            | Fabián                                                                          |                               |              |      |                 |                      |                            |
| 1987      | Senda de gloria               | Manuel Fortuna                                                                  |                               |              |      |                 |                      |                            |
| 1988-1989 | Dulce desafío                 | Enrique Toledo                                                                  |                               |              |      |                 |                      |                            |
| 1990      | Yo compro esa mujer           | Alejandro Aldama                                                                | 160 épisodes                  |              |      |                 |                      |                            |
| 1990      | En carne propia               | Leonardo Rivadeneira                                                            |                               |              |      |                 |                      |                            |
| 1993      | Guadalupe                     | Alfredo Robinson                                                                | 209 épisodes                  |              |      |                 |                      |                            |
| 1994      | Marielena                     | Luis Felipe Sandoval                                                            |                               |              |      |                 |                      |                            |
| 1996      | Miami Hustlers                | José                                                                            | Television film               |              |      |                 |                      |                            |
| 1996-1997 | Savannah                      | Benny Serna                                                                     | 4 épisodes                    |              |      |                 |                      |                            |
| 1997      | Spécial OPS Force             | Miguel Peralta                                                                  | Épisode: "Collateral Damage"  |              |      |                 |                      |                            |
| 1999      | Docteur Quinn, femme médecin  | Valdez                                                                          | Téléfilm                      |              |      |                 |                      |                            |
| 2001      | La Loi du fugitif             | Amado                                                                           | Épisode Old Wives' Tale       |              |      |                 |                      |                            |
| 2002      | Les Experts : Miami           | Columbian Interrogator                                                          | Épisode A Horrible Mind       |              |      |                 |                      |                            |
| 2003      | Te amaré en silencio          | Camilo                                                                          | 101 épisodes                  |              |      |                 |                      |                            |
| 2005      | Sleeper Cell                  | Felix Ortiz                                                                     | Épisode Money                 |              |      |                 |                      |                            |
| 2005      | Cold Case : Affaires classées | Felix Darosa                                                                    | Épisode Frank's Best          |              |      |                 |                      |                            |
| 2006      | La verdad oculta              | Don Juan José Ocampo                                                            | 20 épisodes                   | Protagoniste | 2007 | Destilando amor | Don Rodrigo Montalvo | Protagoniste; 168 épisodes |
| 2008      | Fuego en la sangre            | Juan Reyes                                                                      | Rôle principal                |              |      |                 |                      |                            |
| 2009-2010 | Corazón salvaje               | Juan del Diablo / Juan de Dios San Román Montes de Oca / Juan Aldama de la Cruz | Rôle principal; 135 épisodes  |              |      |                 |                      |                            |
| 2011      | NCIS : Los Angeles            | Antonio Medina                                                                  | Épisode Enemy Within          |              |      |                 |                      |                            |
| 2012-2013 | Amores verdaderos             | Don José Ángel Arriaga                                                          | Co-Protagoniste; 183 épisodes |              |      |                 |                      |                            |
| 2015      | Amores con trampa             | Facundo                                                                         | Rôle principal; 128 épisodes  |              |      |                 |                      |                            |

### Films
| Année | Titre                                     | Rôle             | Notes |
| ----- | ----------------------------------------- | ---------------- | ----- |
| 1984  | La muerte cruzó el río Bravo              | Fernando         |       |
| 1985  | Contrato con la muerte                    | Fernando         |       |
| 1985  | Narco terror                              | Roca             |       |
| 1985  | Enemigos a muerte                         | Jorge            |       |
| 1986  | El maleficio 2: Los enviados del infierno | Profesor Andrés  |       |
| 1986  | Yako, cazador de malditos                 | José Luis / Yako |       |
| 1990  | Carrera contra la muerte                  | Fabián Albarrán  |       |
| 1994  | Wreckage                                  | Camillio         |       |
| 1996  | Striptease                                | Chico            |       |
| 1996  | Robin Goodfellow                          | Diego            |       |
| 1998  | Sexcrimes                                 | Frankie Condo    |       |
| 1999  | Held Up                                   | Rodrigo          |       |
| 2001  | Knockout (en)                             | Mario Rodrigues  |       |
| 2001  | Megiddo: The Omega Code 2                 | General García   |       |
| 2004  | The Punisher                              | Mike Toro        |       |
| 2004  | Man on Fire                               | Bodyguard 2A     |       |
| 2006  | Hot Tamale                                | Cousin Sammy     |       |
| 2006  | Au-delà des limites                       | Javier Espinoza  |       |
| 2015  | Don Quixote                               | Mounted Brother  |       |
| 2015  | Ladrones                                  | Santiago Guzmán  |       |
| 2017  | A Change of Heart                         | Cousin David     |       |

## Prix et nominations

### Premios ACE (New York)
| Année | Catégorie                      | Telenovela          | Résultat |
| ----- | ------------------------------ | ------------------- | -------- |
| 1991  | Male Figure of the Year        | Yo compro esa mujer | Lauréat  |
| 2008  | Best Actor in Television Stage | Destilando Amor     | Lauréat  |
| 2009  | Best Actor in Television Stage | Fuego en la sangre  | Lauréat  |

### Emmy Awards
| Année | Catégorie                       | Telenovela | Résultat |
| ----- | ------------------------------- | ---------- | -------- |
| 1993  | Meilleur acteur à la télévision | Guadalupe  | Lauréat  |

### Premios Bravo
| Année | Catégorie       | Telenovela      | Résultat |
| ----- | --------------- | --------------- | -------- |
| 2008  | Best Lead Actor | Destilando Amor | Lauréat  |

### Premios Juventud
| Année | Catégorie        | Telenovela        | Résultat   |
| ----- | ---------------- | ----------------- | ---------- |
| 2013  | ¡Está buenísimo! | Amores Verdaderos | Nomination |

### Premios TVyNovelas
| Année | Catégorie             | Telenovela          | Résultat   |
| ----- | --------------------- | ------------------- | ---------- |
| 1984  | Best Male Revelation  | El maleficio        | Nomination |
| 1988  | Best Lead Actor       | Senda de gloria     | Lauréat    |
| 1990  | Best Young Lead Actor | Dulce desafío       | Lauréat    |
| 1991  | Best Lead Actor       | Yo compro esa mujer | Lauréat    |
| 2007  | Best Lead Actor       | La Verdad Oculta    | Lauréat    |
| 2008  | Best Lead Actor       | Destilando Amor     | Lauréat    |
| 2009  | Best Lead Actor       | Fuego en la sangre  | Nomination |

### Favoritos del público
| Année | Catégorie                          | Telenovela        | Résultat   |
| ----- | ---------------------------------- | ----------------- | ---------- |
| 2014  | Favorite Couple avec Erika Buenfil | Amores verdaderos | Lauréat    |
| 2014  | Favorite Kiss avec Erika Buenfil   | Amores verdaderos | Nomination |